# Malthodes guttifer
Malthodes guttifer är en skalbaggsart som beskrevs av Ernst Hellmuth von Kiesenwetter 1852. Malthodes guttifer ingår i släktet Malthodes, och familjen flugbaggar. Arten är reproducerande i Sverige.